# Gausfredo II
Gausfredo II (? - 1074), conde de Rosellón (1013-1074)
Hijo de Guislaberto I de Rosellón y de Beliarda, heredó el condado de Rosellón tras la muerte de su padre.
En cuanto accedió al trono tuvo que hacer frente a la invasión del condado por parte de  su tío Hugo I de Ampurias que aprovechó la muerte de su hermano Guislaberto para hacer entrar una parte de sus tropas. Este litigio provenía de las arduas disputas llevadas a cabo entre los dos hermanos por las posesiones del uno y del otro, así como por los privilegios otorgados en el condado del otro hermano. El litigio finalizó en 1020 con el acuerdo de paz  firmado entre tío y sobrino.
Hacia 1020 fue Guasfredo, junto con su hijo Guislaberto, el que entró en los dominios del condado de Ampurias, controlado, en aquel momento, por su primo Ponce I de Ampurias. En este enfrentamiento los rosellonenses se lanzaron al pillaje y al saqueo de la ciudad.
De su matrimonio con la joven Adelaida nacieron:
- Guislaberto II de Rosellón (? -1102) conde de Rosellón

- Arnau Gausfredo de Rosellón , regente del condado del Rosellón

- Suñer de Rosellón, obispo de Elne

- Garsenda de Rosellón, casada con Guillermo de Montesquieu

| Precedido por: Guislaberto I | Conde de Rosellón 1013 - 1074 | Sucedido por: Guislaberto II |

- Datos: Q5527814